# Peter Quallo
Peter Quallo (* 2. Oktober 1971 in Dortmund) ist ein ehemaliger deutscher Fußballspieler.
In seiner Jugend spielte Quallo bei Rot-Weiß Barop, beim TSC Eintracht Dortmund und bei Borussia Dortmund. Er begann seine Profikarriere in der Saison 1990/91 bei Borussia Dortmund. Er hatte einen Siebenjahresvertrag, wechselte aber 1992 als damaliger Düsseldorfer Rekordtransfer für 2 Millionen D-Mark zu Fortuna Düsseldorf. Hier konnte er sich jedoch nicht durchsetzen und zog nach nur einer Spielzeit im Sommer 1993 zu Arminia Bielefeld in die Oberliga Westfalen weiter. Über die Regionalliga West und die 2. Bundesliga kehrte er 1998 mit dem Klub in die Bundesliga zurück, kam dort aber nur noch zu zwei Einsätzen und wurde dann in der Winterpause für insgesamt 2,2 Millionen D-Mark gemeinsam mit Armin Eck, René Dörfel und Stefan Studtrucker an den KSV Hessen Kassel verliehen.
Nach seiner Leihe bemühte sich Reinhard Saftig vom 1. FSV Mainz 05, mit dem er zu Dortmunder Zeiten zusammengearbeitet hatte, im Sommer 1997 um eine Verpflichtung, Quallo stand jedoch bereits beim Regionalligisten Rot-Weiß Oberhausen im Wort. Mit dem Klub stieg er 1998 in die 2. Bundesliga auf und beendete dort seine Profikarriere im Jahre 2002. Anschließend spielte er beim SV Wilhelmshaven und dem VfB Oldenburg im höheren Amateurbereich. Bis zum 6. September 2007 war Quallo Spielertrainer beim SV Wilhelmshaven II.
Der Abwehrspieler spielte insgesamt 24 Partien in der Bundesliga und 125 Partien in der 2. Bundesliga.

## Nach der Karriere
Nach seinem Karriereende arbeitete Quallo zunächst in der Logistik-Branche. Seit Herbst 2015 ist er Angestellter von Borussia Dortmund und leitet den Fanshop Krone des BVB am Platz Alter Markt.
Er wohnt mit seiner Frau in Schloß Holte-Stukenbrock.